# مجتمع آموزشی مهران
مجتمع آموزشی مهران یکی از هشت آموزشگاه از گروه مدارس ملی هماهنگ در دوره پهلوی دوم است. این مجتمع براساس اندیشه‌های پیشگامانه و دیدگاه‌های تجربی ویژه به وجود آمده بود. این اندیشه‌ها در اداره مدرسه و برنامه‌های درسی رعایت می‌شد و به این جهت، این مدرسه الگوی آموزشگاه‌های پیشرو در ایران آن دوره به‌شمار می‌رفت.

## تاریخچه
مدرسه یا مجتمع آموزشی مهران در سال ۱۳۳۴ در ابتدا با نام دبستان مهران از سوی معصومه سهراب و یحیی مافی پایه‌گذاری شد. این دبستان خود ریشه در کودکستان مهر داشت که در سال ۱۳۳۲ از سوی این دوتن راه اندازی شد. دوره فعالیت مجتمع آموزشی مهران از سال ۱۳۳۴ شروع و تا ۱۳۵۸ به سرپرستی این زوج ادامه یافت. در آن سال به سبب قوانین و هیجانات انقلابی گروه مدارس ملی از اختیار پایه‌گذاران و سرپرستان آن خارج شد و تحت نظارت مستقیم آموزش و پرورش قرار گرفت. در دوره‌ای ۲۶ ساله مجتمع آموزشی مهران هم از جهت کیفی و هم از جهت کمی رو به گسترش بود. از جنبه کمی از یک کودکستان یک کلاسه به مجتمعی بزرگ با بیش از ۱۲۰۰ دانش آموز تبدیل شد. از جهت کیفی در روندی از ارزیابی‌های درونی و بیرونی همواره نگرش و برنامه‌های آموزشی و پرورشی این مجتمع رو به پیشرفت بود. از نیمه دوم دهه چهل بسیاری از دانش آموزان پسر این مجتمع پس از پایان دوره دبستان و دوره راهنمایی در بیشترین میزان جذب دبیرستان البرز می‌شدند. این مجتمع در دوره کاری خود به شیوه مختلط یا آموزشگاه دختران و پسران اداره می‌شد.

اهمیت مجتمع آموزشی مهران در تاریخ آموزش و پرورش ایران، در کارکرد الگووار آن بود. مجتمع آموزشی مهران همراه با آموزشگاه‌هایی مانند مدرسه فرهاد به سرپرستی توران میرهادی، گروه آموزشی هدف به سرپرستی احمد بیرشک، کودکستان و دبستان روش نو به سرپرستی عباس یمینی شریف، دبستان جهان تربیت به سرپرستی ابراهیم بنی احمد، دبستان بهشت به سرپرستی محسن دانا بهشتی، دبستان راه آینده به سرپرستی توران اشتیاقی و … مراکز آموزشی ویژه‌ای برای انتقال مفهوم و کارکردهای آموزش و پرورش مدرن در ایران بودند. همه پایه‌گذاران این آموزشگاه‌ها از کسانی بودند یا هستند که در فرایند نوسازی فرهنگی ایران از جامعه سنتی به جامعه مدرن نقش داشتند.
یحیی مافی و معصومه سهراب بر اساس خاطرات و تجربه های بدست آمده از مجتمع آموزشی مهران، کتاب ارزشمند تجربه های مدرسه داری را نوشته اند.

معصومه سهراب و یحیی مافی در دبستان مهران در نیمه دهه ۱۳۳۰ در دفتر مدرسه

## فلسفه پرورشی
در دوره فعالیتی بیست و شش ساله مجتمع آموزشی مهران از جنبه کمی و کیفی همواره روندی رو به رشد داشت و به همین دلیل یکی از آموزشگاه‌های شاخص ایران در این دوره زمانی بود. آنچه مجتمع آموزشی مهران را در ایران متفاوت کرده بود، فلسفه پرورشی متفاوتی بود که پایه‌گذاران این مجتمع به آن باور داشتند. در ایران آموزش و پرورش رسمی همواره به عنوان یکی از عوامل بازتولید ایدئولوژی‌های دستگاه حاکم بوده‌است. در حالی که برای پایه‌گذاران مجتمع مهران فلسفه آموزش و پرورش کودکان چیزی نبود جز تربیت انسان‌هایی آزاداندیش و خلاق که توانایی اندیشیدن و تفکر انتقادی را دارا و حس مشارکت و سازندگی داشته باشند. چکیده‌ای از فلسفه پرورشی پایه‌گذاران این مجتمع: «مواد درسی و برنامه‌های آموزشی محدود و حساب شده مدرسه بدون وجود هدفهای پرورشی راه به جایی نمی‌برد. چرا که آموزش بدون داشتن هدف و روش‌های درست پرورشی، چیزی نخواهد بود جز زندانی کردن شاگردان در چارچوب درس‌ها و مطالب از پیش تعیین شده، و حاصل این اسارت همانا محروم ماندن کودکان از درک و دریافت دانش مفید برای زندگی اجتماعی و در جهت پیشرفت جامعه و در نتیجه تثبیت بسیاری از ارزش‌های فرسوده معمول در جامعه است.»

نشان می‌دهد که آن‌ها فلسفه پرورشی خود را دریافت دانش برای پیشرفت اجتماعی و نوسازی ارزش‌های فرسوده جامعه می‌دانستند و همواره نیز به این فلسفه پایبند بودند.
یحیی مافی و معصومه سهراب در کتاب تجربه های مدرسه داری درباره پرورش در مدرسه مهران می نویسند:
اکثرا چنین می پنداریم که کار اصلی مدرسه تنها آموزش کودکان است، و نقش پرورشی مدرسه را از یاد می بریم. اما اگر درست بیندیشیم، درمی یابیم مواد درسی و برنامه های آموزشی محدود و حساب شده ی مدرسه، بدون وجود هدف های پرورشی، راه به جایی نمی برد؛ چرا که آموزش، بدون داشتن هدف و روش های درست پرورشی، چیزی جز زندانی کردن شاگردان در چارچوب درس ها و مطالب از پیش تعیین شده، نخواهد بود. و حاصل این اسارت، همانا محروم ماندن کودکان از درک و دریافت دانش مفید برای زندگی اجتماعی و در جهت پیشرفت جامعه، و در نتیجه تثبیت بسیاری از ارزش های فرسوده ی معمول در جامعه است.
اگر بر آن باشیم که دنیای آینده ی کودکان را دنیایی روشن و گرم از دوستی، همکاری، سازگاری، تعاون فرهنگی، علمی و فنی بیابیم، ضروری است کودکان را از هم اکنون از پرورشی در خور چنان دنیایی، برخوردار کنیم. بنیاد چنین پرورشی، نخست در خانه و سپس در مدرسه نهاده می شود. در واقع محیط مدرسه محیط آموزش درست زیستن است. اگر دانش آموزان تک به تک سر در لاک خود فرو برند و طوطی وار درس ها را بازگو کنند، مقصود اصلی آموزش و پرورش حاصل نمی شود، زیرا آدمی، علم را برای به کار بستن در یک جامعه ی انسانی می آموزد، نه برای انباشتن و نهفتن در نهان خانه ی مغز. چه بسیار دانش آموزانی که تنها و تنها نگران پیشرفت درسی خود هستند و غالبا در محیط مدرسه منزوی می شوند، و نمی توانند با جامعه هماهنگ باشند. شاگرد اول ها همیشه افراد موفقی نیستند.
نمونه های بسیار از دانش آموزانی که به درستی پرورش نیافته اند، می توان برشمرد، یعنی آنان چنان بار نیامده اند که حقوق مردم دیگر را در جامعه رعایت کنند. از این ها، یکی تنها برای نمره کار می کند، دیگری توجهی به وظایف خود ندارد و به صرف وظیفه به مدرسه می آید، و آن یک، نیروی خود را بی هدف صرف می کند و اگر درسی نیز می خواند، از بیم تنبیه است. این ها نمونه هایی از پرورش نادرست اند.
اما این پرورش نادرست از کجا ناشی شده است؟ چه بسا از مدرسه، معلم و مدیر؛ و چه بسا از خانه. معلمی هست که دوستدار قدرت مطلقه است: فرمان می دهد و کودکان را وامی دارد فرمانبر باشند، و معلمی هست که می کوشد منطق و استدلال را جایگزین استبداد کند. شاگرد در طول سال تحصیلی با روش این یا آن معلم خو می گیرد، و سال بعد می بیند روش کار به کلی عوض شده است. مدیران نیز روش ثابتی در اداره ی مدرسه ندارد و هر یک به طریقی کارها را می گردانند.
به این ترتیب، کودک برای خود گام برمی دارد، معلم راه خود را می رود و مدیر نیز کار خود را انجام می دهد؛ و با درآمیختن این نظرها و روش های گوناگون، می خواهند انسان پرورش دهند. انسانی که محکوم به زندگی در جامعه ای است همانند آن چه که در آن بار آمده است.
اگر پرورش را به معنای بارور و هماهنگ کردن منطقی نیروی انسان ها در جهت بهره وری، رشد و ثمررسانی به جامعه بگیریم، درمی یابیم نظام آموزش و پرورش ما در بسیاری موارد از این هدف دور افتاده است. علم اگر با پرورش صیقل نیابد، ارزشی ندارد؛ و فلسفه وجودی مدرسه نیز پروراندن افراد برای این هدف است؛ والا معلم های سرخانه به خوبی از عهده ی آموزش فردی برمی آمدند. مدرسه محیطی است که در آن باید آموخت و به کار برد. مدرسه فضای آدم سازی است نه عالم سازی صرف. 
با چنین اعتقادی بود که ما تا حدی دست به تغییر روش های آموزشی در محدوده ی کوچک مدرسه مان زدیم. اعتقاد ما این بود که اگر در هر جلسه ی تدریس دروس شفاهی، معلم پانزده تا بیست دقیقه را تدریس کند و بلافاصله به پرسش و تمرین جمعی بپردازد و بچه ها را به بحث و گفت و گو وادارد، و همه ی دانش آموزان در این بحث و گفتگو شرکت کنند، دیگر هیچ شاگردی احساس نمی کند درس بار گرانی بر دوش اوست، بلکه درس را بخشی از تلاش و کوشش خود در جمع کلاس می شمرد، و بر دقت و نکته سنجی اش می افزاید. یا اگر شاگردان خودشان اشکال و احجام هندسی و ابزارهای لازم برای آموزش علوم را تهیه کنند، یا مسئله های ریاضی را حاصل و وابسته به زندگی واقعی بدانند، از طریق این تلاش، بهتر، مشتاقانه تر و پرثمرتر می آموزند.
دانش آموزان ما از کتابخانه ی مدرسه، از کتاب هایی که خوانده بودند، از مطالب روزنامه دیواری، از بحث هایی که با کتابدار مدرسه داشتند، از طریق تهیه ی مطالب علمی و ادبی برای کنفرانس ها، از مراجعه شان به فرهنگ ها و منابع و ماخذ گوناگون، از گردش های علمی، از فیلم هایی که در مدرسه دیده بودند، از برنامه هایی نمایشی و نمایشگاه های شان، از فعالیت گروه های کاری شان، از یاری های شان به معلم، ناظم، مدیر و مستخدم مدرسه، از معلم ورزش و مسابقات ورزشی، از معلم موسیقی، و بسیاری چیزهای دیگر، با افتخار تمام سخن می گفتند. بی آن که از سخنان شان بوی فرد گرایی بیاید؛ و این نشانه ی آن بود که راه ما راه نادرستی نبوده است.
در مدرسه مهران کتاب ها همان کتاب های درسی رسمی بودند و برنامه، همان برنامه ی رسمی؛ اما کیفیت کار و فضای آموزشی تا حدی دگرگون شده بود. در این فضا، دانش آموز و معلم به یاری هم و بر مبنای علاقه و کشش عاطفی و تفاهم، مسائل گوناگون درسی و غیر درسی و حتی مشکلات خانوادگی را در حد امکان حل می کردند. حاصل این همکاری ها و همدلی ها این بود که شاگردان به هم نزدیک تر می شدند، به یاری یکدیگر می شتافتند، از کوچکترها مراقبت می کردند، از دوستی های پایدار و عمیقی برخوردار می شدند، می آموختند در بحث های گروهی شرکت کنند و به عقاید موافق و مخالف گوش دهند. می آموختند تحمل داشته، صبور باشند و حد و مرز خود را بشناسند. یاد می گرفتند درست ببینند، درست بشنوند، درست بپرسند و درست بیان کنند، و در مجموع بتوانند تا حدی، به سوی رفتاری انسانی گام بردارند.
سعی ما در کلاس ها بر این بود که بچه ها مستقل کار کنند، اما حاصل کارشان را با گروه های کاری هماهنگ کنند؛ چنان که هیچ فردی از هیچ کلاسی از حیطه ی فعالیت به دور نماند. اعتقاد داشتیم برای به حرکت درآوردن ماشین مدرسه، به ابزارهای مختلف و نیروهای مختلف نیاز هست و هر فردی، مشروط بر آن که ظرفیت و استعدادش ساخته شود و معلم بتواند او را هدایت کند، می تواند مفید باشد. هم چنین عقیده داشتیم محیط مدرسه از آن همه، به خصوص دانش آموزان است؛ لذا باید نیروی آنان را به گونه ای بکار گرفت که محیط تحصیلی را برای فعالیت خودشان زنده و پاکیزه نگه دارند. پرورش این روحیه انسانی، مستلزم پذیرش فعالیت ها و و ظایف گوناگون، از جمله نظافت عمومی مدرسه بود. درست است که مدرسه خدمت گزار داشت، اما وظیفه انسانی حکم می کرد همه ی افراد مدرسه در پاکیزگی محیط کار خود بکوشند. بچه ها باید می آموختند همانطور که هر روز صبح مدرسه را تمیز تحویل می گیرند، عصر نیز آن را تمیز تحویل بدهند. حاصل تلاش ما این بود که ببینیم تعدادی دانش آموز، یک سال تمام در ساختمانی سر کنند و به ندرت خطی به دیوار ساختمان بیفتد یا تابلوها و اشیایی که به دیوار نصب شده، پاره و خراب شود. البته ساختمان مدرسه هر سال رنگ می شد، اما نه برای از بین بردن آثار شیطنت بچه ها، بلکه به دلیل ایجاد تنوع و تازه شدن محیط. برای این که به آن ها نشان دهیم ما نیز وظیفه مان را در نظافت و بهبود مدرسه انجام می دهیم.
به تجربه دریافته بودیم پرورش کودکان و ایجاد رفتارهای مفید اجتماعی با موعظه و نصیحت انجام نمی گیرد. موعظه و نصیحت در فرهنگ ما جای خاصی دارد، ولی کم تر تاثیر مطلوب بخشیده است؛ مگر آن که واعظ و ناصح، خود بدان چه گفته اند عمل کرده باشند. لذا، برای آن که دانش آموزان سخن ما را بپذیرند، خودمان نخستین اجرا کننده ی دستورها و مقررات بودیم. اگر درباره غیبت و تاخیر ورود، مقرراتی وضع می شد، نخستین کسانی که آن مقررات را رعایت می کردند، مسئولان مدرسه بودند. همیشه سعی می شد مدیران مدرسه، قبل از دانش آموزان و ناظم ها در مدرسه حاضر باشند و پس از آن ها از مدرسه خارج شوند. معلم ها بی دلیل غیبت نمی کردند و دیر به مدرسه نمی آمدند، و زودتر از وقت مقرر، مدرسه را ترک نمی گفتند. دانش آموزان نیز که این نظم را می دیدند، طبعا به اجرا و رعایت مقررات معتقد می شدند. 
رفتن دانش آموزان به کلاس همیشه مسئله ساز بود، اما نمی خواستیم دانش آموزان با نظم سربازخانه ای به کلاس بروند. در هیچ شرایطی مایل نبودیم جلوی شادی، نشاط و تکاپوی بچه ها را بگیریم. به جای این گام منفی، سعی ما بر این بود که ضمن پیش گیری از حوادث احتمالی، با آموزش درست رفت و آمد در مسیر عمومی، رفتار دانش آموزان را اصلاح کنیم. ما زور و چوب را راه حل مشکلات نمی شمردیم. یک بار، یکی از راننده های مدرسه را برای انجام کاری به مدرسه دیگری فرستاده بودیم. راننده تصادفا در پایان زنگ تفریح به آن مدرسه رسیده بود و کلاس رفتن دانش آموزان را دیده بود، او می گفت: وقتی دانش آموزان صف بستند تا به کلاس بروند، نفس از کسی در نمی آمد و پای کسی از صف بیرون نبود! از ناظم پرسیدم: شما چه کار می کنید که دانش آموزان این قدر بی سر و صدا و منظم می ایستند و به کلاس می روند؟ ما هرگز این طور در این کار موفق نبوده ایم. ناظم در جواب گفت: به دست من نگاه کن! ( در دست ناظم چوبی بود ) آنها از این چوب می ترسند، نه از من. این همان حربه ای بود که ما هرگز در مدرسه مهران به کار نمی بردیم.
رشد رفتارهای انسانی و یاری رسانی به دیگران تا حدی به صورت های زیبایی در مدرسه ی ما تجلی می کرد. برای مثال، گاه اتفاق می افتاد دانش آموزی که پا یا دستش شکسته بود، بعد از دوره ی استراحت با دست یا پای گچ گرفته به مدرسه می آمد، و می دیدیم تقریبا همه ی بچه ها آماده اند تا به یاری او بشتابند. یک بار، یکی از دانش آموزان کلاس های راهنمایی را که کمرش در تصادف شکسته بود، بعد از گذراندن دوره ی استراحت مطلق، روی دست به مدرسه آوردند. به کمک اولیای این دختر، در کنار کلاس، یک تخت چوبی برایش گذاشتیم و بچه ها چندین ماه از صبح تا عصر، از این دانش آموز مواظبت کردند تا بهبودی یافت. چنین خدمتی را بچه ها با تمام وجودشان انجام می دادند.
پرورش بهداشت فردی کودکان به صورت ایجاد عادت نیز از جمله گام های مثبت ما در راه ایجاد رفتارهای خوب اجتماعی بود. نظافت به صورت وظیفه ای عادی درآمده بود و در همه ی زمینه ها وجود داشت: لباس تمیز، موی تمیز و کوتاه، دست های پاکیزه، کتاب، دفتر و وسایل کار مرتب و پاکیزه؛ این عادت خوب توسط معلم ها، ناظم ها و مدیر مدرسه، و حتی از طریق تذکرهای دوستانه ی خود دانش آموزان، پیگیری می شد.
اما پس از این همه، ناگفته نباید گذاشت که هر آن چه در مورد پرورش گفته شد، همه بیهوده خواهد بود اگر در خانه به پرورش رفتارهای درست اجتماعی کودک توجه نشود؛ چرا که بنیاد پرورش دانش آموز در خانه گذاشته می شود و رفتار مادر، پدر، برادران و خواهران بزرگ تر، الگوی رفتاری اوست. یک محاسبه ی سریع، زمان بودن کودکان در خانه و طبعا میزان تاثیرپذیری آنان را از این محیط، بسیار موثر نشان می دهد: به طور طبیعی اکثر کودکان، شش سال اول عمر خود را در خانه می گذرانند و بعدها نیز از صد و هشتاد روزی که در طول سال به مدرسه می آیند، بین پنج تا هشت ساعت در مدرسه هستند و بقیه را در خانه می مانند. یعنی در مجموع، غیر از ساعات خواب، کودکان در حدود دو تا چهار برابر زمانی را که در مدرسه اند، در خانه به سر می برند؛ به علاوه، در محیط خانه شرایط یادگیری رفتاری به مراتب قوی تر از مدرسه است. پرورش انسان مطلبی نیست که بتواند تنها در محیط مدرسه و به دست معلم انجام پذیرد، بلکه جریانی است مداوم که کل جامعه، آگاهانه یا ناآگاهانه، در آن شرکت دارد و تلاش برای پرورش صحیح کودکان از همه سو، یکی از ضروریات جامعه است. معلم و مدرسه البته سعی در پرورش کودکان دارند، اما اگر در محیط خانه و فضای پیرامون بچه ها، هماهنگی و همدلی لازم وجود نداشته باشد، از معلم و مدرسه تا چه اندازه می توان انتظار داشت رفتارهای انسانی را در وجود بچه ها پرورش دهند؟
در زمینه ی ارزیابی تحصیلی دانش آموزان و بهره وری از تشویق و تنبیه برای پیش برد درسی آنان، ما ناگزیر بودیم نخست در روش تدریس مطالب درسی و سپس در نحوه ی ارزشیابی، تغییراتی ایجاد کنیم. در این صورت بود که می توانستیم از نمره، هم به عنوان معیار سنجش یادگیری و هم به عنوان وسیله ای برای تشویق و تنبیه استفاده کنیم. مثلا در کلاس های ابتدایی بنا را بر این گذاشتیم که در سه ماهه ی اول سال تحصیلی، نمره ی ارزشیابی کلاسی دانش آموزان را به ترتیب، در ماه اول از شانزده، ماه دوم از هجده، و ماه سوم از بیست کم کنیم. علت این تصمیم این بود که مقدار زیادی از برنامه ی درسی ماه اول هر کلاس، فشرده ی مطالب برنامه ی سال قبل بود و مطالب آغاز کتاب نیز از لحاظ محتوا نسبتا ساده بود. تصور ما این  بود که زمانی نمره ی بیست می تواند بهترین نمره به حساب آید که مطالب درسی، محتوای کمی و کیفی قابل قبولی در بر داشته باشد. در این ارزشیابی ها، سوال ها به گونه ای تنظیم می شد که بیش تر نشان دهنده ی فهم و درک مطالب کتاب بود تا حفظ کردن کلیشه ای آن ها، به این ترتیب، کم تر دانش آموزی می توانست به گرفتن نمره ی بیست که عالی ترین امتیاز بود، موفق شود. هم چنین هیچ دانش آموزی نمی توانست انتظار تشویق فردی را داشته باشد، مگر آن که مطالب درسی را عمیقا فهمیده و درک کرده باشد، و در ارزشیابی های گوناگون مدرسه (تکلیف شب و ارزشیابی هفتگی و ماهانه) و هم چنین در رعایت مقررات مدرسه و انجام وظایف گوناگون، دقت داشته باشد. در مواردی نیز به جای آن که با نمره، بچه ها را تشویق یا تنبیه کنیم، سعی می کردیم با کلمات و جملات دلگرم کننده آنان را به کار وا داریم. در کارنامه ی هفتگی و ماهیانه ی بچه ها یا ذیل دفترشان، در کنار نمره ی درسی، محاسن و معایب کارشان توسط معلم و مسئولان تذکر داده می شد. این محاسن و معایب نه در قالب تذکرات صریح، بلکه به صورت اشاراتی مهرآمیز یا سرزنش هایی ملایم بیان می شد: عالی است؛ راضی هستم؛ فرزندم شایسته هر نوع تحسینی هستی؛ فرزندم کار دیشب قدری زیاد بود، ولی خوب انجام داده ای، خسته نباشی؛ احسنت فرزندم، بسیار با دقت کار کرده ای؛ از تو متشکرم فرزندم، پیشرفت کرده ای؛ فکر نمی کردم تا این حد بی دقت باشی؛ عزیزم، وقتی کتاب داری چرا غلط می نویسی؟ این همه بی دقتی قابل بخشش نیست، و از این قبیل.
این تشویق ها و سرزنش ها تاثیر بسیار خوبی روی بچه ها می گذاشت. دانش آموزان و خانواده های آنان برای این نوشته ها ارزش بسیار قایل بودند.
معیار ما برای تشویق مستقیم بچه ها، میزان پیشرفت نسبی آنان بود. پیشرفت یا کندی کار هر شاگرد را کارنامه ی هفتگی اش نشان می داد، به این ترتیب که معدل کل و نمره های تک تک درس های هر هفته ی هر دانش آموز با معدل و نمره های هفته ی قبلش سنجیده می شد، و اگر پیشرفتی داشت به دریافت " کارت آفرین " مفتخر می شد. 
چنان که گفتیم، در این ارزیابی، میزان پیشرفت نسبی بچه ها در نظر گرفته می شد. مثلا اگر دانش آموزی در هفته ی قبل معدل هفتگی 10 داشت و در این هفته معدلش به 5/10 می رسید، یا اگر در یکی از درس های اساسی نمره ی هفته ی قبلش 11 بود، در این هفته نمره اش 12 می شد، کارت آفرین می گرفت. اما اگر دانش آموزی معدل هفته ی قبل و این هفته اش 16 بود، نه تنها تشویق نمی شد بلکه تذکر نیز به او داده می شد. دلیل این تفاوت در این بود که دانش آموز اولی به نسبت استعداد و توانایی اش، گامی به جلو برداشته بود و دومی در جا زده بود. اصولا در زمینه ی سنجش پیشرفت بچه ها، اعتقاد ما این بود که نباید دانش آموزان را با " بهترین ها " مقایسه کرد، بلکه پیشرفت هر دانش آموز را باید با خودش و نسبت حرکتی که از خود نشان می دهد، سنجید.
برای دادن کارت آفرین ضوابط جدی و محکمی داشتیم و این ضوابط به بچه نیز تفهیم شده بود. به طوری که اگر در موردی سزاوار بود و مدرسه از اهدای کارت آفرین کوتاهی کرده بود، بچه ها به استناد آن ضوابط، روی این کوتاهی مدرسه انگشت می گذاشتند و حق خود را طلب می کردند. اهدای کارت آفرین تشریفات خاصی نیز داشت. اوایل، کارت های آفرین را سر صف، و در سال های اخیر آن را در کلاس، به سزاواران آن می دادیم. نه تنها دانش آموزان بلکه اولیای آن ها نیز برای کارت های آفرین ارزش خاصی قایل بودند و روزی که بچه ها کارت های آفرین را به خانه می بردند، مثل این بود که واقعه ی مهمی اتفاق افتاده است. بچه ها کارت های آفرین را با سلیقه ی خاصی در آلبومی جمع آوری می کردند و قبل از امتحانات آخر سال، این آلبوم ها را به مدرسه می آوردند تا معلوم شود چند کارت آفرین گرفته اند. به کسانی که بیش از بیست و پنج کارت آفرین داشتند، " مدال افتخار " می دادیم.
نوع دیگر تشویق فردی بر اساس نمره های امتحانات آخر سال دبستان انجام می گرفت. پس از پایان امتحانات کلاس اول، دانش آموزانی که مجموع نمره های شان در سه درس فارسی، املا و علوم بین پنجاه تا پنجاه و پنج بود، جایزه ی دوم؛ و به آن ها که مجموع نمره های شان بین چهل و پنج تا پنجاه بود، جایزه سوم تعلق می گرفت. در کلاس دوم این تشویق بر اساس جمع نمره ی سه درس کتبی املا، حساب و هندسه، و علوم صورت می گرفت و معیار اهدای جایزه های اول تا سوم همانند معیار کلاس اول بود. جایزه این موفقیت کتاب بود. از کلاس سوم به بالا این تشویق بر اساس جمع نمره های کتبی املا، حساب و هندسه، علوم، و تعلیمات اجتماعی و دینی و مجموع نمره هفتاد تا هشتاد برای جایزه ی اول، صورت می گرفت. به این ترتیب، در هر کلاس، گروهی از دانش آموزان پر کار تشویق می شدند: در کلاس های اول تقریبا هشتاد و پنج درصد، در کلاس های دوم حدود پنجاه درصد، و در کلاس های سوم نزدیک به بیست و پنج درصد بچه ها تشویق می شدند. اما به همان نسبت که کلاس ها بالا می رفت، نسبت تشویق شوندگان، کاهش می یافت. البته از رتبه بندی جز در امتحانات هفتگی استفاده نمی کردیم، زیرا عقیده داشتیم میان معدل 20 و 9/19 و 8/19 آن چنان تفاوتی نیست که بتوانیم دارنده ی معدل 20 را رتبه اول بشماریم و دانش آموزان دارنده ی معدل های 9/19 و 8/19 را نفر دوم و سوم. (تازه اگر این تفاوت بر اثر اشتباه معلم و مشکلات لحظه ای شاگرد پیش نیامده باشد). این ایجاد شخصیت و مقام، بر اساس تنها 1/0 یا 2/0 نمره که در واقع باید نوعی شخصیت و مقام کاذب شمرده شود، از نظر ما عادلانه نبود.
نوع دیگر تشویق فردی، معافیت از تکلیف شب بود. معلم با شاگردان قرار می گذاشت هر کس مثلا، نمره ی دیکته اش از 17 به بالا باشد، از انجام تکالیف شب معاف باشد. خیلی از بچه ها به این توفیق نایل می آمدند و خوش حالی نصیب شان می شد.
گونه دیگر از روش تشویق فردی، سپردن مسئولیت به برخی از دانش آموزان، به خصوص بچه های منزوی و کم تکاپو بود. بسیاری از بچه ها مشمول این گونه تشویق می شدند و بدین وسیله در روحیه و رفتارشان تحرکی به وجود می آمد. تشویق فقط بر اساس توانایی های درسی بچه ها انجام نمی گرفت، بسا دانش آموزی استعدادی در مدیریت به خرج می داد، در حالی که ریاضی اش ضعیف بود؛ یا دیگری هنرمند خوبی بود، اما دیکته اش خیلی خوب نبود؛ یا یکی خط خوبی داشت، اما تعلیمات اجتماعی نمی دانست، و از این قبیل. این جا معلم ها روی آن دسته از توانایی های بچه ها تکیه می کردند که می شد بر اساس آن مسئولیتی به آن ها سپرد. این نوع تشویق سبب می شد هر کسی – ولو در درسی ضعیف بود – بر اساس یک توانایی ممتازش، موقعیتی به دست آورد و جایی برای خود کسب کند. و به این گونه، در مدرسه ی ما تقریبا افراد فراموش شده و منزوی وجود نداشت.
تشویق کلاسی اغلب به هنگام مقایسه ی کلاس های هم پایه روی می داد. در امتحاناتی که در شرایط مساوی، در پایان هر ماه میان کلاس های هم پایه برگزار می شد، کلاسی که در مجموع امتیاز بیش تری به دست آورده بود، با نصب یک لوح افتخار بر سر در کلاس، مورد تشویق قرار می گرفت. این امر موجب شد بچه هایی که به اصطلاح قوی تر بودند یا موقعیت درسی شان بهتر بود، به یاری بچه های ضعیف بشتابند تا مجموع نمره های کلاسی شان بالا برود و در مسابقه برنده شوند.
در کلاس های زبان خارجی، اتمام یک کتاب در زمان پیش بینی شده، باعث تشویق می شد و پاداش این تلاش اجازه ی برپایی جشن پایان کتاب بود.
هر کلاس مطابق برنامه، در یکی از روزهای هفته برنامه ی تماشای فیلم داشت، ولی اگر کلاسی به دلیلی، امتیازی کسب می کرد، می توانست به دیدن فیلمی که تقاضای جمع بود، نایل شود. 
برپایی هر جشن و مراسمی، خواه به پاداش حرکت مثبتی که از بچه ها سر زده بود یا به هر دلیل دیگر، انگیزه ای برای شرکت فعال همه یا گروهی از بچه ها در کارها می شد، و همین شرکت در کارها، خود سبب برای تشویقی مجدد بود.

## اصول و برنامه‌های آموزشی
پایه‌گذاران مجتمع آموزشی مهران از همان آغاز کار اصولی را برای آموزش و پرورش کودکان برگزیدند که همواره به آن پایبند ماندند. تنظیم رابطه با نظام آموزش و پرورش و تفسیر خلاقانه و ابتکاری از بخشنامه‌های این نهاد برای کاهش درگیری‌های اداری و بورکراتیک، ایجاد رابطه سه‌گانه خانواده، مدرسه و مدیریت آموزشی، برنامه‌ریزی آموزشی برپایه نیازهای دانش آموزان، توجه به نیازهای جسمانی و تندرستی آن‌ها، پرروش توانایی‌های هنری و فرهنگی با ایجاد کلاس‌ها و کارگاه‌های ویژه بخشی از آن اصول و برنامه‌هایی بود که پایه‌گذاران این نهاد آموزشی همواره به آن پایبند ماندند. کادر آموزشی این مدرسه بخشی از سوی اداره آموزش و پرورش تأمین می‌شد و بخشی از سوی خود مدیریت. در مورد انتخاب آموزگاران، اولین اصل در این کار گزینش همکاران جوان، آگاه و کارآمد بود. از همان آغاز به فعالیت مجتمع مهران، کسانی که به عنوان آموزگار و مربی به همکاری با این نهاد می‌پرداختند، که نسبت به فلسفه پرورشی کودکان مجتمع مهران متعهد می‌ماندند. پایه‌گذاران مجتمع مهران در انتخاب همکاران این نهاد همواره جوانی را با تجربه می‌آمیختند تا هم راه برای جوانان کم تجربه هموار شود و هم افراد با تجربه، به انتقال این تجربه‌ها به نسل جوان تر خود بپردازند. چنین روندی سبب می‌شد که مجتمع مهران همیشه کادرهایی برای آموزش و پرورش ایران تربیت کند. آن جا هم که مجتمع مهران اجبار داشت از کادرهای موظف آموزش و پرورش استفاده کند، اصول و رویکرد خود را به این نیروها آموزش می‌داد و آن‌ها را همراه با خود می‌کرد.

برای پایه گذران مدرسه مهران، والدین کودکان، بخشی از روند آموزشی و پرورشی به‌شمار می‌رفتند. از همان آغاز به کار این آموزشگاه پدران و مادران باید متعهد می‌شدند که در همه امور مربوط به آموزشگاه و دانش آموزان مشارکت فعال داشته باشند. این مشارکت نه تنها در چارچوب خانه بود که در فضای مدرسه نیز ادامه می‌یافت. از دید این پایه‌گذاران: «هدف از همکاری مدرسه و اولیای اطفال، حفظ و گسترش ارتباط میان اضلاع مثلثی بود که یک ضلع آن را مدرسه، ضلع دیگرش ار خانواده و ضلع سومش را کودک تشکیل می‌داد. ضلع سوم، یعنی کودک از سویی با خانواده و از سوی دیگر با محیط مدرسه سروکار دارد و هریک از این دو محیط می‌تواند رفتارهایی را در او پدیدآورد یا تقویت کند. هرگاه میان این دو قطب نوعی هماهنگی به وجود آید کودک از آرامش و تعادل برخوردار می‌شود. اما اگر این دو محیط نتواند با هم هماهنگ یا دستکم نزدیک شوند، کودک در این میان سرگردان می‌ماند و دشواری‌های پرورشی بسیار از این ناهماهنگی حاصل می‌شود.»

در زمینه‌های برنامه‌های درسی، مجتمع مهران از یکسو مجبور بود به سبب برنامه‌ریزی آموزش و پرورش متمرکز ایران از برنامه‌های درسی مصوب پیروی کند و از سوی دیگر این برنامه‌ها گاه چنان بی محتوا بودند که با افکار پیشرو آموزشی آن‌ها سازگار نبود. در این مورد آن‌ها درون این برنامه‌های متمرکز، برنامه‌های خود را جای می‌دادند و با روش‌های ابتکاری آموزش درس‌هایی چون ریاضی را دگرگون کردند.
اصل دیگر در فلسفه آموزشی مدرسه مهران، کارآمدی و مناسب بودن فضای آموزشی بود. مجتمع مهران از هنگامی که در دهه ۱۳۴۰ پایه‌های خود را استوار کرد، با نگرش دور اندیشانه پایه‌گذاران خود به سوی ساخت فضای آموزشی مناسب هدف‌گیری کرد. پایه‌گذاران مجتمع مهران می‌دانستند هدف‌های والای آموزشی و پرورشی که پیگیر آن بودند، در فضاهایی با ساختمان‌های استیجاری، بدون طراحی نور و فضای بازی و فضای چرخش در کلاس‌هایی تنگ و نفس گیر قابل پیاده شدن نیست. ساخت مجتمع آموزشی مهران در این دهه در جمشید آباد تهران در حقیقت پاسخ به یک نیاز و یک نگرش بود. فضایی که همه استاندارهای آموزشی و پرورشی در آن رعایت شده بود و دانش آموزان از فضای کافی و روشن و زیبا و همچنین فضاهای تخصصی مانند آمفی تئاتر و سالن سینما و کتابخانه بهره می‌بردند.
یحیی مافی و معصومه سهراب در کتاب تجربه های مدرسه داری درباره برنامه های مدرسه مهران می نویسند:
هر کارخانه ای با هدفی مشخص به وجود می آید و برنامه ریزی خاصی دارد. مواد اولیه، چگونگی تولید و مصرف آن نیز از پیش تعیین می شود. اما مقدم بر پیدایش کارخانه، باید انسان اندیشمندی پیدا شود تا به فکر ایجاد کارخانه بیفتد و برای گردش آن، برنامه ریزی کند. این نیروی خلاقه، یعنی اندیشه ی انسانی، حاصل وجود یک ماشین خاص یا فرد خاصی نیست، بلکه حاصل مجموعه ی پیچیده ای از عوامل فرهنگی، اجتماعی، اقتصادی و سیاسی است که مسئولیت مستقیم تولید آن را دستگاه آموزش و پرورش به عهده دارد. اگر جامعه را به کارخانه ای تشبیه کنیم، مواد اولیه ی این کارخانه همانا کودکان جامعه اند که باید با کاری که روی آن ها انجام می گیرد، ساخته و پرداخته شوند. هنگامی که این کودکان پا به مدرسه می گذارند، پیشاپیش از تربیتی خاص یعنی شیوه ی تربیتی خانواده ی خود، برخوردار شده و با آن خو گرفته اند. آنان در مدرسه نیز با معلم که خود انسانی است متاثر از محیط و فرهنگ خاص خود، رو به رو می شوند. هماهنگ کردن روش تربیتی خانواده ی طفل با معلم و جامعه ی بزرگ پیرامونش، کاری بسیار سنگین و اساسی است که مدرسه مسئول آن است. 
با توجه به این نکته ی ظریف، ما بر آن شدیم ضمن کاهش تضادها در حد امکان، در کنار برنامه ی رسمی آموزش و پرورش، برنامه های جنبی هدایت شده ای جهت افزایش رشد فکری کودکان تنظیم کنیم، و از آن جا که در حدود نه ماه از سال را مستقیما، و مدتی از ایام تعطیل نوروزی و تابستانی را به صورت غیرمستقیم با دانش آموزان سروکار داشتیم، امیدوار بودیم به یاری خانواده های آنان بتوانیم در این راه گام های موثری برداریم.
خط مشی کلی برنامه های جنبی ما متکی بود بر تلاش هرچه بیشتر دانش آموزان در مدرسه و خانه، ترغیب آنان به فعالیت های جمعی، واداشتن آنان به دیدن و شنیدن آثار هنری، شرکت در کارهای عمومی مدرسه و نظایر آن. در این راه، از سویی دانش آموزان را به انجام فعالیت های گوناگون ترغیب می کردیم و از سوی دیگر، از اولیا می خواستیم ما را یاری دهند، و اولیا نیز در حد قابل توجه، به تقاضای ما و فرزندان شان پاسخ مثبت می دادند. 
نخستین گام ما در این مسیر، تکیه بر کار بود. ما ارزش و نقش کار را به دانش آموزان یادآور می شدیم، و نظر آنان را به برنامه ریزی برای انواع کارهای سازنده، سرگرم کننده و لذت بخش معطوف می داشتیم. به آنان خاطرنشان می کردیم برنامه ریزی فقط مختص جاهایی مانند مدرسه، کارخانه و اداره نیست، بلکه هر فردی باید برای زندگی خود برنامه ریزی کند، خواه این برنامه ریزی برای مسائل خصوصی و شخصی باشد، خواه برای زندگی اجتماعی.
سعی ما بر این بود با تذکر مداوم و نشان دادن نمونه هایی از زندگی و کار افراد گوناگون، در دانش آموزان عادت به کار را ایجاد و تقویت کنیم. با توجه به قدرت و ظرفیت دانش آموزان، یکی دو ساعت از وقت آزاد آن ها را در شبانه روز برای انجام تکالیف مدرسه می گرفتیم. این تکالیف بر پایه ی یادآوری درس های روزانه، پرورش تفکر و ایجاد علاقه به کشف مسائل تازه استوار بود.
انجام کارهای غیر درسی نیز از جمله سفارشهای دائمی ما به بچه ها بود. از آنها می خواستیم کارهای شخصی را چه در خانه و چه در مدرسه، خودشان انجام دهند: جلد کردن کتاب و دفتر، مرتب کردن وسایل درسی در کلاس و منزل، مراقبت از وسایل و لباس ها، و در مورد شاگردان کلاس های بالاتر، شستن، اتو زدن، دوخت و دوز و تعمیر لباس ها، واکس زدن کفش خود، و غیره. علاوه بر انجام کارهای شخصی، از بچه ها می خواستیم برخی از مسئولیت های خانه را نیز بر عهده بگیرند و با پدر و مادر در انجام امور خانه همکاری کنند، تا از این راه با زندگی واقعی و عملی آشنا شوند. شاید تحت تاثیر همین سفارش ها بود که در دوره ی راهنمایی تحصیلی، دانش آموزان به خواست خودشان در تمام رشته های حرفه و فن شرکت می کردند. 
ترغیب دانش آموزان به گردش و تفریح در خارج از شهر، به خصوص با دیگر دوستان و آشنایان، گام دیگری در پیش برد فکری آنان بود. ما معتقد بودیم در روزهای تعطیل، کودک باید نفسی تازه کند و از محیط تنگ زندگی آپارتمانی رها شود. کمبود شدید فضای بازی و تفریح در شهرهای بزرگ، ایجاب می کند پدر و مادر لااقل هفته ای یک بار، کودکان را با خود به دهی، کوهی، باغی، یا دست کم فضایی نسبتا باز مانند پارک ببرند و اجازه بدهند بچه ها پروبالی بگشایند و طبیعت را از نزدیک لمس کنند و حصار زندگی شهری را موقتا بشکنند. مسئولیت این کار و اجرای این برنامه ی کم هزینه، به دست پدران و مادران است، و چه بهتر کودکان چنین روزهایی را با کودکان خانواده های دیگر بگذرانند. 
ترغیب بچه ها به دیدن برنامه های خوب تلویزیونی و بازداشتن آنان از تماشای برنامه های زیان بخش آن، یکی دیگر از این قبیل کارهای مدرسه بود. به این منظور جدول هفتگی برنامه های تلویزیون را می گرفتیم و بر اساس برنامه هایی که آن ها را برای کودکان مفید یا دست کم بی ضرر می دیدیم، برای شان تکلیف معین می کردیم: فلان فیلم را در فلان شب ببینید، زیرا در کلاس درباره ی آن گفت و گو خواهیم کرد یا درباره ی آن چیزی خواهید نوشت. از دانش آموزان کلاس های بالاتر می خواستیم چنین برنامه هایی را تحلیل و نقد کنند. 
در برنامه ریزی کلی، کارها و تکالیف را طوری ترتیب می دادیم که کودکان تقریبا وقتی برای دیدن برنامه های نامناسب نداشته باشند. ما می کوشیدیم برنامه های نامناسب را نقد کنیم و زیر سوال ببریم و در ذهن کودکان نیز سوال ایجاد کنیم. برای رسیدن به این مقصود، گاه بعضی از برنامه ها را با برنامه های دیگر مقایسه می کردیم. در هر حال، اعتقاد ما این بود که تقویت جنبه های مثبت فکری، خود به خود سبب تضعیف جنبه های منفی آن می شود.
علاوه بر بررسی برنامه های تلویزیونی، مدرسه درباره ی فیلم های خوب سینما ها و برنامه های خوب ارکستر سمفونیک تهران تحقیق می کرد، و کودکان و خانواده ها را به دیدن آن ها بر می انگیخت. دیدار از موزه ها و نمایشگاه های فصلی به عنوان گردش علمی، نه تنها بر کودکان که بر خانواده ها نیز تاثیر می گذاشت. در جلسات عمومی مدرسه، از اولیاء می خواستیم در روزهای تعطیل، به اتفاق فرزندان شان به دیدن موزه ها بروند. آشنایی با موسیقی دانان بزرگ و آثار آن ها، و گوش دادن به نوار ضبط شده ی این آثار که در ساعات موسیقی مدرسه انجام می شد، بر برنامه ی کار و زندگی کودکان و خانواده های آن ها تاثیر گذار بود.
تهیه ی وسایل ساده ای به عنوان کاردستی با استفاده از چیزهای ظاهرا بی ارزش و دورریختنی، و ساختن ابزارها و دستگاه های ساده علمی از روی کتاب سرگرمی های علمی یا با دیدن برنامه های کاردستی تلویزیون نیز، بخش مهمی از اوقات فراغت دانش آموزان را به خصوص در روزهای تعطیل، پر می کرد. این کارها که به عناوین مختلف، مثلا ساختن وسایل تدریس ریاضی، علوم، حرفه وفن، علوم اجتماعی (تجسم زندگی مردم گوناگون) و غیره انجام می گرفت، کاملا با برنامه ی هفتگی دانش آموزان درآمیخته بود، به طوری که بچه ها تقریبا هر هفته یک کاردستی درست می کردند. 
نقاشی نیز از جمله کارهایی بود که به اعتقاد ما، سبب افزایش رشد فکری بچه ها می شد. ما غالبا از پدر و مادرها می خواستیم برای نقاشی کودکان در خانه، مختصری وسایل نقاشی فراهم کنند. اولیا اکثرا از تنگی محل سکونت و دشواری این کار سخن می گفتند. به آن ها خاطرنشان می کردیم حتی در گوشه ی حمام یا آشپزخانه نیز می توان یک کارگاه کوچک نقاشی فراهم کرد: کاغذی را با نوار چسب روی تخته ی سه لایی یا مقوا نصب کنید و وسایل نقاشی را به کودک بدهید، و او را آزاد بگذارید تا هرچه به ذهنش می رسد، بر صفحه ی کاغذ بیاورد. 
ما از نقش ورزش در زندگی بچه ها نیز غافل نبودیم و پیوسته بچه ها را بدان ترغیب می کردیم. کودکان و اولیای آن ها که اکثرا در محیط بسته ی آپارتمان زندگی می کردند، ورزش داخل خانه را عملی و ممکن نمی دانستند. به آنها یادآور می شدیم همان طور که از گوشه ی آشپزخانه یا حمام می توان به عنوان کارگاه نقاشی استفاده کرد، از فضایی در حد چهار تا موزاییک راهرو، ایوان یا گوشه ی یک اتاق نیز می توان " زمین ورزش " درست کرد و به تمرین های ساده ی ورزشی و ورزش صبحگاهی پرداخت.
ترغیب به مطالعه یکی از مهم ترین بخش های کار ما در زمینه پیش برد فکری بچه ها بود. ما مصرا از دانش آموزان می خواستیم در شبانه روز بخشی از اوقات فراغت خود را به مطالعه ی کتاب و مجله های مناسب اختصاص بدهند. مجله های " پیک "، " کیهان بچه ها " و برخی مجله های علمی را بچه ها می خواندند، و ما برای تشویق آنان به مطالعه ی هرچه بیشتر، گاهی سوال امتحانات کلاسی را از روی مطالب این مجله ها، مخصوصا مجله های پیک، طرح می کردیم. از بچه ها می خواستیم در خانه برای خودشان کتابخانه ی اختصاصی درست کنند. کتابخانه ای که کتاب هایش را با پول توجیبی شان خریده باشند و خودشان به تنظیم و و نگه داری کتاب ها بپردازند. برای افزایش توجه و علاقه ی بچه ها به کتاب و کتابخوانی، برخی از برنامه های گردش علمی را به دیدار از کتابفروشی ها و کتابخانه های عمومی شهر اختصاص می دادیم. و به این ترتیب، فکر عضویت در کتابخانه های عمومی و خرید از کتاب فروشی ها و جست و جوی کتاب را در ذهن آن ها ایجاد می کردیم.
توجه به چیزهای گوناگون و گردآوری آن ها، به عقیده ی ما، راهی برای پیشرفت بیش تر فکری بچه ها بود، و بر پایه ی این اعتقاد، بچه ها را به جمع آوری چیزهای مختلف و تهیه ی کلکسیون های گوناگون تشویق می کردیم: تمبر، برگ، گل، مجموعه هایی از مطالب علمی و ادبی، و حتی آلبوم عکس و غیره.
از جمله راه های توجه به چیزها، یکی هم توجه به زیست گیاهان و جانوران است. به همین دلیل از بچه ها می خواستیم در خانه، توی یک گلدان لیوانی، دانه های حبوبات و غلات را بکارند و از آن مراقبت کنند و تاثیر آب، خاک و نور را در رشد گیاه ببینند. هم چنین آن ها را تشویق می کردیم در صورت امکان، پرندگان و جانوران اهلی را نگه دارند و طرز نگه داری و مراقبت از این جانوران را بیاموزند. 
زندگی جمعی، یاری به دیگران، خانواده، شغل، نوع دوستی و غیره از اهم مسائلی بود که ما در راه رسیدن به هدف " پیش برد فکری دانش آموزان "، به آن ها می اندیشیدیم. ما به عناوین مختلف به دانش آموزان یادآور می شدیم که بشر نمی تواند تنها زندگی کند، و برای انسان، زندگی در میان جمع و مصاحبت دیگران یک ضرورت حیاتی است. هم چنین خاطرنشان می کردیم افراد خانواده، خویشان، دوستان و همه ی کسانی که با ما حشر و نشر دارند، به ما نیازمندند و ما نیزبه وجود آن ها نیاز داریم. این نیازها گاه ممکن است نیاز مادی باشد، اما بیش تر عاطفی و معنوی است. سعی ما بر این بود تا به بچه ها بیاموزیم این نیازها را دریابند و در حد ممکن، به یاری دیگران بشتابند و " من " را به " ما " بدل کنند.
همکاری و همفکری در محیط مدرسه برای ما به همان اندازه ارزشمند بود که در محیط خانه و در میان خانواده. و برای تقویت این فضایل، می کوشیدیم از نیروی دانش آموزان برای اداره مدرسه استفاده کنیم. نظر ما این بود که تحصیل وظیفه ی فردی هر دانش آموز است، اما اداره ی کلاس و مدرسه وظیفه ای همگانی است و همه ی دانش آموزان باید در آن سهیم باشند. این نکته در شوراهای معلمان مطرح می شد و نوع کمک دانش آموزان به معلم ها، مدیران، ناظم ها، خدمت گزاران، راننده ها، کتابدار و اداره ی سالن ناهارخوری، به تصویب می رسید.  معلم ها، دانش آموزان کلاس های خود را به گونه ای گروه بندی کرده بودند که همه ی دانش آموزان بتوانند به نوبت در کارها شرکت کنند. این تقسیم کار از کلاس های چهارم به بالا که دانش آموزان بزرگ تر بودند، کاملا مسئولانه انجام می گرفت، ولی در کلاس های پایین تر، جنبه ی آزمایشی و یاری رسانی به دانش آموزان بزرگ تر را داشت. در این جا دانش آموزان بزرگ تر مسئول اصلی انجام کارها بودند و در واقع، کوچک تر ها را برای قبول مسئولیت و جانشینی خود، راهنمایی می کردند. در سطور آینده نمونه هایی از همکاری دانش آموزان با کارکنان مدرسه را ذکر می کنیم:
همکاری با معلم ها در ایجاد نظم در کلاس، ثبت نمره ی کارنامه های هفتگی و ماهیانه، کنترل غیبت دانش آموزان، جمع آوری، ضبط و نگهداری چیزهای ساخت دانش آموزان و غیره.
همکاری با ناظم ها در به صف کردن و اجرای مراسم هر روزه ی سرود و ورزش صبحگاهی، نظارت بر اجرای مقررات مربوط به حرکت و رفتار بچه ها در حیاط مدرسه در زنگ های تفریح، نظارت بر پاکیزگی توالت و دستشویی، کمک به ایمنی محیط مدرسه و پیش گیری از خطرات احتمالی نظایر آن.
کمک به خدمت گزاران در نظافت کلاس ها، دستشویی ها، راهروها و منظم کردن کلاس های صبح برای استفاده از آن ها در ساعات بعد از ظهر، مراقبت از میز، صندلی و وسایل کلاس، مراقبت از گل ها و درختان، و از این قبیل کارها.
همکاری با رانندگان در فراخواندن دانش آموزانی که با سرویس مدرسه آمد و شد می کردند و کمک به کودکان در سوار شدن به سرویس مدرسه، مراقبت از دانش آموزان کوچکتر و نشاندن کودکان بر حسب نزدیکی و دوری راه شان در جای مناسب، حفظ نظم و آرامش ضمن رفت و آمد، کمک به پیاده شدن بچه ها و غیره.
همکاری همه جانبه با کتابدار مدرسه. دانش آموزان به کار در کتابخانه علاقه ی بسیار داشتند و افراد داوطلب همیشه در انتظار نوبت بودند. بچه ها به سرپرستی کتابدار، تقریبا همه ی کارهای کتابخانه را از جارو کردن کف کتابخانه، گردگیری میز، صندلی و کتاب ها تا فهرست نویسی، برگه آرایی، کارت چسبانی و چیدن کتابها در قفسه و صحافی، دادن و گرفتن کتاب ها، انجام می دادند.
کار در برنامه های همگانی. در جشن ها و نمایشگاه هایی که در مدرسه برپا می شد، تقریبا همه ی کارها از نظافت و آماده سازی سالن ها تا تنظیم نمایشگاه و نوشتن تابلوها و غیره را خود دانش آموزان، زیر نظر مسئولان و معلم های مدرسه انجام می دادند.
همکاری با مسئولان تغذیه. در دو مرکز غذاخوری مدرسه، گروه های " یاری دهنده " به کمک مسئولان تغذیه می شتافتند. کار این گروه ها گاهی آن قدر زیاد بود که چه بسا خودشان مجبور می شدند بعد از زنگ کلاس، ناهار بخورند. نظارت بر ورود و خروج شاگردان به سالن غذاخوری، آوردن و گرم کردن قابلمه های غذای کودکان، تقسیم غذا، حفظ نظافت محیط غذاخوری، کمک به کودکان برای یادگرفتنطرز صحیح غذا خوردن، جمع آوری سالن غذاخوری و نظارت بر قرار گرفتن قاشق و چنگال هر میز در ظرف مخصوص آن، و اظهار نظر درباره ی غذاهای تهیه شده، از جمله ی کارهای این گروه بود. 
امید ما این بود با چنین برنامه هایی، کودکان توان فکری و جسمی خود را دریابند، ارزش زندگی اجتماعی را بفهمند، و از نیروی خود و دیگران به صورت مفید، مناسب و خلاق بهر مند گردند، تا هم خود پیش بروند و هم سبب پیشرفت جامعه شوند.
هنگامی که ما کودکستان را افتتاح کردیم، نه از کتاب کودکان چندان نشانی بود و نه از کتابخانه های آموزشگاهی، و به زحمت می شد چند جلد کتاب کودکان فراهم کرد. ناگزیر تصمیم گرفتیم از کتابهای خارجی استفاده کنیم. متاسفانه کتاب تصویری خارجی مناسب کودکان قبل از دبستان نیز بیش از چند جلد نتوانستیم تهیه کنیم. ناچار همین کتاب ها را ترجمه می کردیم و ترجمه ی جمله های هر صفحه را زیر تصویر آن صفحه می چسباندیم. به این ترتیب، هفت هشت جلد کتاب تصویری کودکان فراهم آوردیم. معلم ها کتاب ها را برای بچه ها می خواندند و به تدریج، خواندن کتاب و درک تصاویر آن در برنامه ی هفتگی کلاس های کودکستان جای مشخصی پیدا کرد.
در دبستان، نیاز به کتاب، محسوس تر شد. با مشورت همکاران، تصمیم گرفتیم تمام کتاب های موجود در مدرسه را در یک جا گرد آوریم و یک کتابخانه ی کوچک درست کنیم. زیر پله ای داشتیم که در آن بشکه های نفت را می گذاشتیم، آن جا را خالی و تمیز کردیم و با آجر و تخته، قفسه ای ترتیب دادیم و حدود سی چهل جلد کتابی را که ظرف یک سال تهیه کرده بودیم، توی قفسه چیدیم و اسمش را گذاشتیم کتابخانه. یکی از بچه ها مسئول اداره ی این کتابخانه شد و برای خودش معاونی نیز انتخاب کرد. همه ی معلم ها و شاگردان می توانستند از این کتابخانه کوچک استفاده کنند و کتاب امانت بگیرند. مسئله ی عضویت هنوز مطرح نبود. برای این که بتوانیم رفت و آمد کتاب را کنترل کنیم، دفتری درست کردیم. هر کس، در هر تاریخی که کتاب می برد، مسئول کتابخانه نامش را در آن دفتر می نوشت و تاریخ دریافت را یادداشت می کرد، و برای هر کتاب، وقت برگشت تعیین می کرد. اگر گیرنده ی کتاب آن را در وقت مقرر نمی آورد، مسئول کتابخانه به او تذکر می داد و پی گیری می کرد تا کتاب به کتابخانه برمی گشت. 
برای استفاده از کتابخانه، حق عضویت تعیین کردیم. حق عضویت سالانه ی کتابخانه یک جلد کتاب بود. بعد قرار گذاشتیم فهرست کتاب ها را مدرسه تهیه کند تا از ورود کتاب های مکرر و نامناسب جلوگیری شود. برای تهیه ی فهرست، به ناشران مراجعه می کردیم. بعضی از نویسندگان، علاقمند بودند به مدرسه بیایند و داستان های شان را برای بچه ها بخوانند و اثر آن را در میان خوانندگان شان ببینند، و از آن ها نظرخواهی کنند. این کار بی اندازه در روحیه ی بچه ها و علاقمند کردن آن ها به مطالعه موثر بود.
از آن جا که با وجود توسعه ی کتاب های کودکان، هنوز هم مواد خواندنی مناسب به نسبت تقاضای کودکان کم داشتیم، تصمیم گرفتیم به کمک همه ی دانش آموزان مدرسه، نشریه ی ماهیانه ای به نام " نشریه مهران " تهیه کنیم. با رای دانش آموزان هر کلاس، یک نفر به عنوان نماینده ی کلاس در هیئت تحریریه و رابط انتخاب شد. این افراد کارشان گردآوری مطالب از کلاس های خودشان و تنظیم محتوای نشریه بود. هیئت تحریریه پس از قرائت مطالب گردآوری شده، برخی از آن ها را برای درج  در نشریه انتخاب می کرد. در میان مطالب انتخاب شده، مطالب علمی، ادبی، هنری، تربیتی و اخبار مدرسه به چشم می خورد. 
در هر شماره ی نشریه مصاحبه ای داشتیم با یک معلم موفق، یک شاگرد موفق، یک مادر موفق، یا با یکی از مسئولان مدرسه ( ناظم، مدیر و سایر مسئولان ) که این افراد درباره ی کارشان گفت و گو می کردند. 
در زمینه علمی، نشریه به مطالبی درباره ی آخرین کشفیات علمی در جهان و ایران در حد فهم و درک بچه ها، یا فعالیت هایی که در زمینه ی درس های علوم، ریاضی و ادبیات در مدرسه انجام می شد، یا به تشریح زندگی جانوران و گیاهان و غیره می پرداخت. 
شعر، معرفی کتاب و فیلم خوب، جدول و سرگرمی، و معرفی بهترین برنامه ی تلویزیون نیز از جمله ی مطالب نشریه بود. 
پس از انتخاب مطالب، ناظم مدرسه که عضو هیئت تحریریه نیز بود، مطالب را با کمک بچه ها تنظیم می کرد. نشریه به تعداد تمام دانش آموزان، پلی کپی و تکثیر می شد و به وسیله ی نماینده کلاس ها، به دست کلیه ی دانش آموزان می رسید. بیش تر شماره های نشریه تصویر داشت و تصویرها نیز به وسیله گروه های داوطلب، نقاشی و رنگ آمیزی می شد تا چهره ی مجله زیباتر باشد. یک شماره از نشریه را هم روی تابلو اعلانات می زدیم. برای مسابقات و حل جدول ها و معماهای نشریه، جایزه ای که غالبا کتاب بود، تعیین می کردیم. درباره ی مطالب نشریه از بچه ها نظر می خواستیم. به این ترتیب، همه در کار سامان دادن به نشریه، شریک و سهیم بودند. کار انتشار نشریه ی مدرسه تا زمانی که مجله های پیک منتشر شد، ادامه داشت. بعد از نشر مجله های پیک، این فعالیت در جهت ایجاد روزنامه ی دیواری به کار افتاد که هر کلاس، ماهی یک شماره برای خود تهیه می کرد. این نوع تلاش ها رقابت سالمی میان دانش آموزان ایجاد می کرد و همراه فعالیت دسته جمعی، اعتماد به نفسی سازنده در گروه ها و افراد به وجود می آورد. بچه ها داشتن روزنامه و نوشتن و یاری کردن به نشریه را افتخاری می شمردند و در این زمینه، همبستگی، فعالیت و بازده کاری آن ها بسیار زیاد شده بود. 
با افزایش کتاب ها و نیاز دانش آموزان، کتابخانه از زیر پله بیرون آمد و به اتاق کوچکی منتقل شد، و هر هفته یکی از معلم ها با همکاری بچه ها، داوطلب اداره ی کتابخانه می شد. اگر کتابی انتخاب و به کتابخانه وارد می شد، معلم ها پیش از بچه ها آن را می خواندند و این جزو برنامه ی کار بود. وقتی معلم کتابی را می خواند، خواه ناخواه کتاب توسط او به بچه ها معرفی می شد، و به این ترتیب، لذتی که معلم از خواندن کتاب برده بود، به بچه ها انتقال می یافت و این انگیزه ی ارزنده ای فراهم می کرد برای خواندن یک کتاب، و در پی آن علاقه مندی بچه ها به کتاب و مطالعه.
در سال 1345، کتاب های کتابخانه تقریبا به هزار جلد می رسید و تنظیم و امانت دادن و پس گرفتن این تعداد کتاب، آن هم با مراجعه ی دائمی دانش آموزان، دیگر از عهده ی معلم ها با کار سنگین تدریس شان، برنمی آمد، ناگزیر می بایست کار را به یک کتابدار مستقل می سپردیم. خوش بختانه به همت شورای کتاب کودک، تعدادی کتابدار آموزشگاهی تربیت شده بود که ما یکی از آن ها را به کار دعوت کردیم.
به این نکته اشاره کنیم که یکی از خصوصیات لازم کتابدار آموزشگاهی، این است که محیط مدرسه را دوست داشته، به بچه ها علاقمند باشد و اهمیت مسئولیت خود را بداند. خوشبختانه، نخستین کتابدار مدرسه ی ما این خصوصیات را داشت. 
از آن پس، مراجعه به کتابخانه و امانت گرفتن کتاب را جزو برنامه ی کلاسی قرار دادیم، و هر روز هفته برای مراجعه ی کلاس های یک پایه، پیش بینی شد. مثلا صبح شنبه کلاس های کودکستانی، صبح یک شنبه کلاس های اول، و غیره. در برنامه هر کلاس، نیم ساعت برای انتخاب و امانت گرفتن کتاب و یک ساعت برای مطالعه، منظور شده بود، و دانش آموزان دوره ی راهنمایی تحصیلی، هفته ای نیم ساعت نیز برای انتخاب و امانت گرفتن کتاب های انگلیسی، وقت داشتند.
در برنامه ی کتاب خوانی و انتخاب کتاب هر کلاس، کتابدار و معلم کلاس و " نماینده کتابخانه " آن کلاس، همکاری می کردند. مثلا صبح یک شنبه که نوبت کلاس های اول بود، و هر یک از چهار کلاس اول، نیم ساعت از وقت کلاس را در کتابخانه می گذراند، تمام کتاب های مناسب کلاس اول روی میز بزرگ وسط کتابخانه چیده می شد، و بچه ها با کمک معلم کلاس و کتابدار، کتاب دلخواه خود را انتخاب می کردند. نماینده ی کلاس نیز کارت های امانت کتاب ها را می نوشت و جمع آوری می کرد. نماینده ی کلاس اول دبستان این کار را به یاری معلم انجام می داد. 
در ساعت مطالعه ی کلاسی، ابتدا معلم درباره ی کتاب هایی که دانش آموزان در طول هفته خوانده بودند، سوال می کرد. آن گاه یکی از کتاب ها در کلاس خوانده می شد و بچه ها درباره ی آن صحبت می کردند.
پا به پای کار کتابخانه، برنامه های دیگری نیز برای جلب توجه دانش آموزان، معلم ها و اولیا به کتاب و کتابخانه اجرا می شد. گاهی خود معلم ها یا اولیا، ناخواسته سبب کندی و کاهش مطالعه می شدند. گروهی از والدین با آن که مطالعه آزاد را نفی نمی کردند، این ترس در دل شان بود که مبادا کودکان شان از تحصیل موظف، باز بمانند، و معتقد بودند مطالعه ی آزاد را فقط به ایام تعطیل اختصاص دهند. در مقابل این نظر، ما استدلال می کردیم " اگر کمک کنید بچه ها به تنظیم وقت و نوشتن برنامه ی اختصاصی برای خودشان عادت کنند، مسلما هر کاری در جای خودش انجام می گیرد و یکی فدای دیگری نمی شود. مطالعه باید مستمر و مداوم انجام گیرد و جزو زندگی شود، زیرا خواندن نیازی دائمی است.
بنابراین، در برنامه ریزی های سالانه ی کتابخانه سعی می شد نه فقط دانش آموزان، بلکه تمام کسانی که به گونه ای در تعلیم و تربیت آن ها شریک بودند، در مسیر این سازندگی قرار گیرند. به طور خلاصه این برنامه ها به شرح زیر انجام می گرفت:
استفاده از تقویم کتابدار برای مشخص کردن روزهایی که شناختن آن ها از نظر مذهبی، تاریخی، فرهنگی و اجتماعی لازم است. در این روزها، از طریق کتاب هایی که در این موارد تهیه و منتشر شده بود، به معرفی نویسندگان، مخترعان، مکتشفان و جنبش های تاریخی، و ایجاد انگیزه و رغبت برای شناختن آن ها می پرداختیم.
در روزهایی که اختصاصا برای گسترش کتاب و کتاب خوانی تعیین شده اند، مانند " روز جهانی کتاب کودک " و " هفته ی کتاب "، بچه ها را با مراسم دیگر کشورها آشنا می کردیم و برای آشنایی بیش تر بچه ها با کتاب های مناسب و کتاب های تازه، نمایشگاه کتاب نیز برپا می داشتیم.
دعوت از پدر و مادرهایی که به گونه ای دست اندرکار تهیه، تولید و توزیع کتاب بودند، مثلا کتابداران، ناشران و غیره، برای سخنرانی در زمینه ی فعالیت های مربوط به کتاب و افزایش آگاهی دانش آموزان.
دیدار از مراکز تولید کتاب و کتابخانه ها و نمایشگاه های کتاب در گردش های علمی، برای این که دانش آموزان بدانند کتاب و کتابخانه، خاص آن ها و مدرسه ی آن ها نیست. این بازدیدها در افزایش علاقه ی بچه ها به کتاب و مطالعه تاثیر بسزایی داشت.
ارتباط دائمی کتابدار با معلم ها برای نظرخواهی از آن ها درباره ی کیفیت و کمیت مطالعه ی تک تک دانش آموزان هر کلاس، و دادن فهرست کتاب های تازه و مناسب و خواندنی به آن ها. 
برنامه ی گزارش های تحقیقی بچه های هر کلاس که توسط کتابدار به منظور آماده کردن منابع مطالعاتی برای گروه های مختلف دانش آموزان، تدارک دیده می شد. 
مشورت و تبادل نظر برای انتخاب کتاب جهت برنامه ی کتاب خوانی بچه ها در تعطیلات عید و تابستان. برنامه ی کتابخوانی تعطیلات عید و تابستان به این گونه بود که تعداد شاگردان هر کلاس را به پنج شش گروه تقسیم می کردیم و برای هر گروه، کتابی در نظر می گرفتیم تا فرد فرد این گروه آن را بخوانند و خلاصه کنند، یا کنفرانسی برای بازگویی و بحث درباره ی آن ترتیب دهند. این برنامه ریزی غالبا در کلاس های بالاتر به انتخاب کتاب برای نوشتن نمایش نامه و موضوع نمایش های مدرسه، کمک شایانی می کرد.
برانگیختن دانش آموزان به خواندن انواع کتاب ها. با کنترل کارت امانت کتاب ها، متوجه می شدیم بعضی از دانش آموزان فقط به خواندن یک نوع کتاب علاقه نشان می دهند. برای جلوگیری از یک بعدی شدن مطالعه ی این بچه ها، دفتری درست می کردیم و نام تمام آن ها را به ترتیب کلاس و به ترتیب الفبا در آن ثبت می کردیم، و نام هر کتابی را که می خواندند، جلو نام شان یادداشت می کردیم. اگر می دیدیم مثلا، خیلی غرق در خواندن افسانه شده اند، آن ها را به طرف داستان های واقعی و علمی و دیگر انواع کتاب برمی گرداندیم. با این کار، نه افسانه را از آن ها می گرفتیم و نه اجازه می دادیم همیشه سرگرم افسانه باشند، بلکه سعی می کردیم تنوع در مطالعه را تجربه کنند.
انتخاب قهرمان کتاب در پایان هر سال. در هر کلاس، از آن ها که بیش ترین تعداد کتاب را در طول سال به امانت برده بودند، برای شرکت در مسابقه ی قهرمان کتاب دعوت می کردیم. این مسابقه عبارت بود از پاسخ گویی به سوالاتی که از کتاب های خوانده شده استخراج می شد، و کسی که بهترین پاسخ را می داد، برنده ی مسابقه بود. جوایز این مسابقه ها را غالبا ناشران تعهد می کردند. 
در تابستان، هفته ای دو روز کتابخانه دایر بود و به مراجعان کتاب می داد. به علاوه، در تعطیلات تابستان به وضع کتابخانه رسیدگی کامل می شد. از کتاب های فرسوده شده، فهرست تهیه می کردیم و از کتاب های  پر خواننده، نسخه های مکرر سفارش می دادیم.
با آن که کتابخانه، کم و بیش، می توانست نیاز بچه ها را برآورده کند، اما هنوز خیلی کتاب کم داشتیم. ازاین رو، تصمیم گرفتیم کتاب های مربوط به روان شناسی، آموزش و پرورش، مراجع عمومی و اختصاصی، دیوان شعرا، و نشریات ادواری را به کتابخانه اضافه کنیم، و بر کتاب های انگلیسی نیز بیفزاییم. پس از تهیه ی فهرست نام کتاب ها و ارسال آن ها برای اولیا، از آنان دعوت می کردیم عضو کتابخانه ی مدرسه فرزندشان بشوند. با این طرح، موج جدیدی از کتاب و کتاب خوانی درمیان اولیا و دانش آموزان به وجود می آمد و نیرو می گرفت. این کتابخانه دیگر کتابخانه ی زیر پله نبود، بلکه کتابخانه ای درست و حسابی شده بود که یک اتاق 6×5 متر را به خود اختصاص داده بود. در این کتابخانه بیش از ده هزار جلد کتاب، مجله، گزارش، تصاویر و پوسترهای حاصل تلاش کودکان، گرد آمده بود و روزانه به طور متوسط، بین صد وهشتاد تا دویست نفر مراجعه کننده داشت، و به وسیله یک کتابدار متخصص تمام وقت، یک دستیار، و کمک دائم دانش آموزان کلاس های بالاتر و یکی از ناظم ها، اداره می شد.
کتابخانه نه تنها صبح ها در زمینه ی کتاب های فارسی خدمات می داد، بلکه عصرها تا مدتی بعد از تعطیلی کلاس ها، برای کتاب های انگلیسی، و اولیا، معلم ها و فارغ التحصیلان مدرسه مهران که در مدارس دیگر دوره ی متوسطه را می گذراندند یا دانشجو بودند، به ارائه خدمات می پرداخت. در همه جای کتابخانه نشان یاری دانش آموزان به چشم می خورد. دانش آموزان در کار فهرست نویسی، برگه نویسی، آماده سازی کتاب، امانت، صحافی و کارهای دیگر کتابخانه، داوطلبانه و زیر نظر مسئولان کتابخانه فعالیت می کردند، و از هیچ کمکی دریغ نمی ورزیدند. 
به هر حال، کتابخانه خدمات گرانبهایی به دانش آموزان مدرسه ی مهران کرد و آن ها را با آثار نویسندگان، مصوران و مترجمان آشنا ساخت. اما خدمت بزرگ تر و ارزنده ترش ایجاد عادت مطالعه در کودکان و نوجوان بود که تاثیرات آن تا پیاین عمر در وجود آنان باقی خواهد ماند.

## رویکرد انسان گرایانه
اما مهم‌ترین شالوده و اصلی که مجتمع آموزشی مهران بر آن تکیه داشت، روش و نگرش برنامه‌ریزی آموزشی بود که حاصل کوشش‌های خستگی ناپذیر پایه‌گذاران و همکاران این مدرسه در زمینه آموزش علوم و هنرها بود. رویکرد تربیتی این مجتمع رویکردی انسان گرایانه بود که هدف اول آموزش و پرورش را پاسخ به نیازهای انسانی و هیجان‌ها و عواطف او می‌دید. در این رویکرد، انسانی که به همیاری و همدردی با اجتماع واکنش نشان می‌داد، با انسانی که دانش را در حد کمال آموخته‌است، اما واکنشی نسبت به همنوعان خود نشان نمی‌داد، تقدم داشت. در این رویکرد مشارکت بر رقابت پیشی داشت و فضای آموزشی و برنامه‌های آموزشی به گونه طراحی شده بود که دانش آموزان جسارت پرسشگری را داشته باشند. اداره مدرسه تنها وظیفه کارکنان نبود و همه دانش آموزان و حتی خانواده‌های آن‌ها نیز باید در این کار مشارکت می‌کردند. آموزش و اجرای هنرهای خلاق مانند تئاتر یکی از شاخصه‌های اصلی این برنامه‌های آموزشی بود. آموزش موسیقی و نقاشی نیز با همکاری هنرمندان سرشناس دوره خود انجام می‌گرفت. در حقیقت همه این برنامه‌های آموزشی یک هدف داشت و آن هم شکفتگی جسمی، روانی، اجتماعی و ذهنی کودکان در بستری مناسب بود. برای هر بخش از این راه تمهیداتی اندیشیده شده بود. در زمینه رشد اجتماعی و ذهنی کتابخانه مجتمع مهران سرآمد همه کتابخانه‌های آموزشگاهی آن زمان ایران بود. در آن دوره این کتابخانه بیش از یازده هزار جلد کتاب داشت که بیشتر این کتاب‌ها نیز از سوی خانواده‌ها و دانش آموزان تهیه شده بود. حتی کتابداران این کتابخانه خود کودکان بودند. این رویکرد بستر اندیشه انسان گرایانه موسسیس آن بود که همواره سعی در انتقال آن به دانش آموختگان این مدرسه داشته‌اند.

نمایشی در مدرسه مهران در سال‌های دهه ۱۳۴۰. نمایش و اجراهای دراماتیک همواره یکی از اجزای برنامه آموزشی مجتمع مهران بود

## دیدگاه توسعه پایدار
در این مجتمع همچنین به دانش آموزان نگاه و نگرش توسعه پایدار یا محیط زیستی از راه‌های کارآمد و ساده‌ای مانند پیوند مصرف بی‌دلیل کاغذ با نابودی جنگل‌ها آموزش داده می‌شد. پاکیزگی و بهداشت شاخصه‌ای دیگر بود که کودکان و کارکنان باید از آن پیروی می‌کردند. در حقیقت باید گفت فلسفه و برنامه آموزشی مجتمع مهران با نگاهی بومی گرایانه و برابر با نیازهای جامعه ایران طراحی شده بود و هدف آن نیز آموزش و پرورش در خدمت طبقه متوسط بود. هرچند که همواره سهمیه‌ای برای کودکان طبقات پایین جامعه نیز در نظر گرفته می‌شد. هدف از آموزش و پرورش برای طبقه متوسط، نیازهای فزاینده و پیش برنده در این طبقه است که موتور محرک یک جامعه را می‌سازد. بدین منظور مجتمع مهران در جایی از تهران ساخته شده بود که بتواند به نیازهای آموزشی و پرورشی این طبقه اجتماعی پاسخ دهد.

## سرود مدرسه مهران
| هزاران درود از دل و جان |  | به تو ای دبستان مهران |
| که می‌پروری جمله ما را   |  | همانند مادر به دامان  |
| کنون به زیور دانش       |  | روان خود بیارائیم     |
| که تا ز ناروائی ها      |  | جهان خود بپیراییم     |
| آفرین که ما را آموزی    |  | راه افتخار و پیروزی   |
| راه زندگی با نام نیک    |  | سربلندی و فرجام نیک   |

مهران، مهرت به دل خریده‌ام
مهران، علمت به جان گزیده‌ام
رهنمایم تو هستی در سختی و زندگی
رهگشایم تو هستی در کوره راه و خستگی
ریشه‌های غرور وابسته علم تو